# Licun (köpinghuvudort i Kina, Shanxi Sheng, lat 35,76, long 111,45)
Licun är en köpinghuvudort i Kina. Den ligger i provinsen Shanxi, i den norra delen av landet, omkring 250 kilometer sydväst om provinshuvudstaden Taiyuan. Antalet invånare är 17 986. Befolkningen består av 8 906 kvinnor och 9 080 män. Barn under 15 år utgör 16,0 %, vuxna 15-64 år 75 %, och äldre över 65 år 7,0 %.
Runt Licun är det tätbefolkat, med 493 invånare per kvadratkilometer. Närmaste större samhälle är Fencheng, 17,4 km väster om Licun. Trakten runt Licun består till största delen av jordbruksmark.
Genomsnittlig årsnederbörd är 664 millimeter. Den regnigaste månaden är juli, med i genomsnitt 190 mm nederbörd, och den torraste är december, med 3 mm nederbörd.